# Cal Florit (les Cabanyes)
Cal Florit és un edifici de les Cabanyes (Alt Penedès) inclosa a l'Inventari del Patrimoni Arquitectònic de Catalunya.

## Descripció
Cal Florit està situada a un extrem d'un dels carrers de l'interior del nucli urbà de les Cabanyes. És una casa aïllada de planta baixa i dos pisos, amb golfes i terrat amb torratxa. A banda i banda hi ha galeries afegides a l'altura del primer pis. Hi ha utilització de la ceràmica vidriada en la decoració de la cornisa, baranes, coronament, bancs, arrambadors, etc.

## Història
Al coronament de la façana de Cal Florit hi ha la data del 1913, que correspon a una important reforma. En aquest moment va construir-se el cos caracteritzat per un estil eclèctic. El nucli original de la masia és més antic.
Actualment és un allotjament rural.